# Svínavatn (Kjölur)
Pour les articles homonymes, voir Svínavatn.
Le Svínavatn est un lac islandais situé près du Blöndulón au nord de la Kjalvegur, une des routes traversant les Hautes Terres d'Islande.